# Pere Llobet i Font
Pere Llobet i Font (Sabadell, ca 1761 - 1825) fou un paraire, alcalde de Sabadell.
Pere Llobet va ser alcalde de Sabadell durant els anys 1805 i 1806 i un dels contribuents principals de la vila.
L'any 1841 Sabadell li dedicà un carrer al centre de la ciutat. El 1897 s'hi edificà l'edifici escolar decorat amb majòliques de Marian Burguès que encara avui es poden contemplar a la cantonada amb el carrer de les Paus. És l'actual Escola Enric Casassas, un edifici creat per l'arquitecte Juli Batllevell.